# Palacio Senador Hélio Campos
El Palacio Senador Hélio Campos (en portugués: Palácio Senador Hélio Campos) Se trata de un edificio público que alberga el gobierno del estado de Roraima al norte de Brasil y que fue construido en los años 60 del siglo XX y fue un proyecto creado bajo los planes del arquitecto Darcy Aleixo. Está situado en la Plaza del Centro Cívico (Praça do Centro Cívico) de la capital, Boa Vista.
Es de color blanco con elementos neoclásicos que lleva un escudo de armas en el porche delantero y que contiene la identificación en relieve de «Palácio Senador Hélio Campos». Su construcción inició en 1965 y fue inaugurado 3 años después en 1968.